# 盛世翼
盛世翼（1550年—？），字以忠，號勺泉，直隸安慶府桐城縣人，民籍，明朝政治人物。

## 生平
萬曆元年（1573年）癸酉科應天鄉試第一百一名舉人，十四年（1586年）中式丙戌科會試第二百八十八名，三甲第二十九名進士。大理寺觀政，授江西樂安縣知縣。

## 家族
曾祖盛健；祖父盛儀，封監察御史 贈南京都察院右僉都御史；父盛汝謙，南京戶部右侍郎。前母王氏（贈淑人）；母房氏（封淑人）。慈侍下。兄盛世皋（監生）、盛世夔（歲貢生）、盛世楫（廩生）、盛世霖（監生），弟盛世承（光祿寺卿）、盛世享。子盛可瞻、盛可贊。